# Joyce de Oliveira
Iolanda Joyce Valéria de Oliveira (Porto Alegre, 19 de maio de 1929) mais conhecida como Joyce de Oliveira, é uma atriz brasileira.

## Carreira
Atua na televisão, cinema e teatro. Sua última aparição na televisão foi num episódio do seriado A Diarista, em 2004. No teatro, dentre outras peças, atuou em A Morte do Caixeiro Viajante, ao lado de Herval Rossano; Fedra, de Jean Racine, com direção de Augusto Boal; e As Lágrimas Amargas de Petra von Kant.

## Filmografia

### Televisão
| Ano  | Título                               | Personagem            | Notas                                 |
| ---- | ------------------------------------ | --------------------- | ------------------------------------- |
| 2004 | A Diarista                           | Velha do hospício     | Episódio: "Aquele com os Loucos"      |
| 2003 | Mulheres Apaixonadas                 | Beata                 | Participação Especial                 |
| 1999 | Andando nas Nuvens                   | Madre                 | Participação Especial                 |
| 1997 | Você Decide                          | Dona Lourdes          | Episódio: "A Vizinha"                 |
| 1996 | Tocaia Grande                        | —                     | [ 6 ]                                 |
| 1995 | Você Decide                          | —                     | Episódio: "Agora ou Nunca"            |
| 1994 | Incrível, Fantástico, Extraordinário | Mãe de Alice          | Episódio: "O Baile"                   |
| 1993 | Você Decide                          | —                     | Episódio: "Laços de Afeto"            |
| 1993 | Sonho Meu                            | Parente de Paula      | Participação Especial                 |
| 1992 | Anos Rebeldes                        | Dona Marli            |                                       |
| 1991 | O Fantasma da Ópera                  | Clotilde              |                                       |
| 1991 | Floradas na Serra                    | Irmã Tereza           |                                       |
| 1991 | Na Rede de Intrigas                  | Charlotte             |                                       |
| 1990 | Tele Tema                            | Dona Joana            | Episódio: "Iaiá Garcia"               |
| 1989 | Pacto de Sangue                      | Princesa Isabel       |                                       |
| 1988 | Vale Tudo                            | Rosália               |                                       |
| 1988 | Bebê a Bordo                         | Perácia Prado Almeida |                                       |
| 1987 | Bambolê                              | Miou-Miou             |                                       |
| 1986 | Selva de Pedra                       | Sofia Neves           |                                       |
| 1985 | Um Sonho a Mais                      | Carmem                |                                       |
| 1985 | Caso Verdade                         | Tia                   | Episódio: "Todo Pecado Será Perdoado" |
| 1984 | Corpo a Corpo                        | Isabel Fraga Dantas   | Participação Especial                 |
| 1984 | Caso Verdade                         | Carmem                | Episódio: "A Terceira Idade"          |
| 1983 | Voltei pra Você                      | Dona Amália           |                                       |
| 1983 | Caso Verdade                         | Lúcia                 | Episódio: "Os Filhos de Maria"        |
| 1983 | Caso Verdade                         | Madre Superiora       | Episódio: "Vencer a Vida"             |
| 1982 | Caso Verdade                         | —                     | Episódio: "Amor em Preto e Branco"    |
| 1982 | Elas por Elas                        | Jô                    |                                       |
| 1982 | Paraíso                              | Célia, mãe de Marcos  |                                       |
| 1982 | Sétimo Sentido                       | —                     | Participação Especial                 |
| 1981 | Ciranda de Pedra                     | Bibiana Schneider     |                                       |
| 1980 | As Três Marias                       | Ruth                  |                                       |
| 1980 | Olhai os Lírios do Campo             | Dona Quinota Seixas   |                                       |
| 1979 | Plantão de Polícia                   | —                     | Episódio: "Vermelho 23"               |
| 1978 | Dancin' Days                         | Zuleica Santiago      |                                       |
| 1978 | Gina                                 | Do Carmo              |                                       |
| 1978 | Maria, Maria                         | —                     | Participação Especial                 |
| 1978 | A Conquista                          | —                     |                                       |
| 1977 | Sinhazinha Flô                       | Gumercinda            |                                       |
| 1977 | Dona Xepa                            | Laís                  |                                       |
| 1976 | Escrava Isaura                       | —                     |                                       |
| 1975 | Bravo!                               | Dona Alcinda          |                                       |
| 1974 | O Espigão                            | Mãe de Olga Maria     |                                       |
| 1973 | João da Silva                        | Dona da pensão        |                                       |
| 1956 | A Família Boaventura                 | Marina                |                                       |
| 1952 | Grande Teatro Tupi                   | —                     | Episódio: "Monsieur Brotereau"        |

### Cinema
| Ano  | Título             | Personagem         |
| ---- | ------------------ | ------------------ |
| 1982 | O Sonho Não Acabou | Mãe de Lucinha     |
| 1958 | O Noivo da Girafa  | —                  |
| 1958 | Chico Fumaça       | Esposa de Limoeiro |
| 1957 | Metido a Bacana    | —                  |
| 1957 | Sherlock de Araque | Esposa de Abreu    |

## Teatro[14]
- 1986 - Fedra[2]

- 1985 - Grande e Pequeno
- 1982/1983 - As Lágrimas Amargas de Petra von Kant
- 1965 - O Beco
- 1963 - Olhos da Noite
- 1958 - O Vale de Electra
- 1957/1958 - Mulheres
- 1956 - A Menina Sem Nome
- 1953 - Sinhazinha
- 1952 - O Chifre de Ouro
- 1952 - Filomena, Qual É o Meu?
- 1952 - Dominó
- 1952 - As Conquistas de Napoleão
- 1952 - A Mulher Que Esqueceu o Marido
- 1951 - Tenório
- 1951 - Falta um Zero Nessa História
- 1951 - A Sorte Vem de Cima
- 1951 - A Morte do Caixeiro Viajante
- 1949 - Encruzilhada
- 1949 - 1949 - Dinheiro É Dinheiro
- 1948 - Uma Rua Chamada Pecado
- 1948 - Medeia
- 1948 - A Verdade Não Se Diz
- 1948 - Coração Delator
- 1948 - Lar, Doce Lar
- 1946 - O 13º Mandamento
- 1946 - Onde Está Minha Família?
- 1946 - Venha a Nós...